# Villa Rica de la Veracruz
Villa Rica de la Veracruz är en ort i Mexiko.   Den ligger i kommunen Actopan och delstaten Veracruz, i den sydöstra delen av landet, 290 km öster om huvudstaden Mexico City. Villa Rica de la Veracruz ligger 20 meter över havet och antalet invånare är 152.
Terrängen runt Villa Rica de la Veracruz är lite kuperad. Havet är nära Villa Rica de la Veracruz åt nordost.  Närmaste större samhälle är Palma Sola, 11,0 km norr om Villa Rica de la Veracruz. 